# Praxithea derourei
Praxithea derourei är en skalbaggsart som först beskrevs av Chabrillac 1857.  Praxithea derourei ingår i släktet Praxithea och familjen långhorningar.
Artens utbredningsområde är:
- Paraguay.
- Uruguay.

Inga underarter finns listade i Catalogue of Life.